# 穆列茨和维勒马丹
穆列茨和维勒马丹（法語：Mouliets-et-Villemartin，法語發音：[muljɛts e vilmaʁtɛ̃]）是法国吉伦特省的一个市镇，属于利布尔讷区。

## 地理
穆列茨和维勒马丹（44°50'31"N, 0°1'7"W）面积15.91 平方千米，位于法国新阿基坦大区吉倫特省，该省份为法国西南部沿海省份，是法國本土面积最大的省，北起滨海夏朗德省，西临大西洋，南至朗德省，东南接洛特-加龍省，东临多爾多涅省。
与穆列茨和维勒马丹接壤的市镇（或旧市镇、城区）包括：卡斯蒂永拉巴塔耶、皮若勒、杜勒宗、拉莫特蒙特拉韦勒、弗洛雅格、圣马涅德卡斯蒂永、圣佩德卡斯泰特、圣拉德贡德。
穆列茨和维勒马丹的时区为UTC+01:00、UTC+02:00（夏令时）。

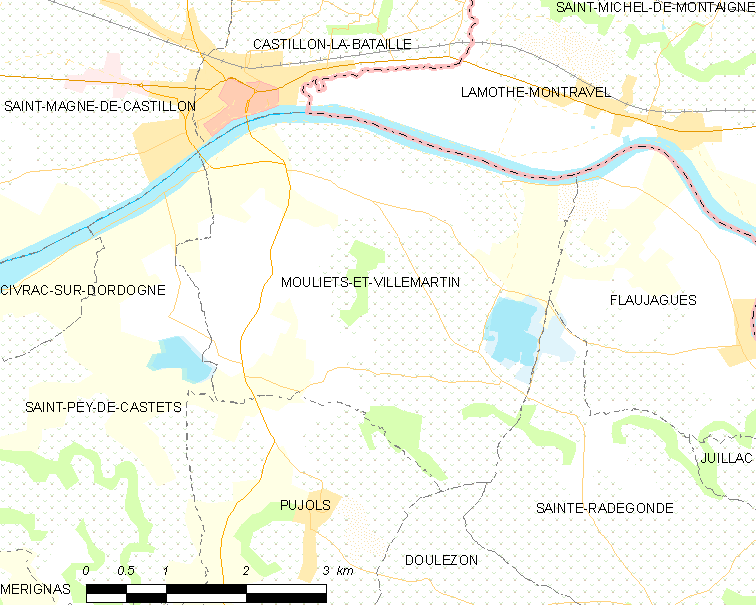
穆列茨和维勒马丹的OSM定位图

## 行政
穆列茨和维勒马丹的邮政编码为33350，INSEE市镇编码为33296。

## 政治
穆列茨和维勒马丹所属的省级选区为多尔多涅山丘县。

## 人口

1962-2008年间穆列茨和维勒马丹人口变化图示

穆列茨和维勒马丹于2022年1月1日时的人口数量为1022人。